# Sepioloidea
Sepioloidea — род головоногих из семейства Sepiadarium отряда каракатицы. Максимальная длина тела от 4 (Sepioloidea pacifica) до 5 (Sepioloidea lineolata) см. Встречаются в тропиках индо-западной части и субтропиках южной части Тихого океана. Безвредны для человека, хозяйственного значения не имеют.

## Виды
На декабрь 2023 года в род включают 5 видов:
- Sepioloidea jaelae J. M. Santos, Bolstad & Braid, 2022
- Sepioloidea lineolata (Quoy & Gaimard, 1832)
- Sepioloidea magna A. Reid, 2009
- Sepioloidea pacifica (T. W. Kirk, 1882)
- Sepioloidea virgilioi J. M. Santos, Bolstad & Braid, 2022